# Drapeau du Saguenay–Lac-Saint-Jean
Pour le drapeau historique du Lac-Saint-Jean, voir Drapeau du Lac-Saint-Jean.
Le drapeau du Saguenay–Lac-Saint-Jean est le drapeau de la région administrative du Saguenay–Lac-Saint-Jean.

## Histoire
Ce drapeau fut conçu par l'historien Mgr Victor Tremblay, fondateur de la Société historique du Saguenay, qui l'a présenté pour la première fois à l'occasion des fêtes du Centenaire de la colonisation du Saguenay, plus précisément le 4 juillet 1938.
Avec son grand sens patriotique, Mgr Tremblay s'exprimait en ces termes sur ce nouveau symbole régional :

« Un drapeau c'est un pays, avec ses gloires, ses beautés, ses grandeurs, son firmament, sa glèbe et ses eaux. Un drapeau c'est tout un peuple, le travail de ses hommes, le sourire de ses femmes, la candeur de ses enfants. Un drapeau c'est une âme, l'âme d'un pays. »

Alors adopté et reconnu par l'ensemble de la population régionale, il est, depuis, un des symboles forts et rassembleurs de cette région. Il est par ailleurs un emblème traditionnel associé à la Fête du Saguenay--Lac-Saint-Jean, célébré le 11 juin de chaque année. 
En 2018, le drapeau du Saguenay de 1938 est classé comme élément du patrimoine culturel québécois.

## Signification
Le drapeau du Saguenay–Lac-Saint-Jean est symétrique et fait appel à quatre couleurs qui représentent symboliquement les éléments qui ont forgé son histoire.
- Le vert feuille représente le Saguenay antique et contemporain revêtu de sa forêt. La forêt abrita et alimenta toute la vie saguenéenne d'autrefois; elle est encore une de ses ressources et un de ses ornements caractéristiques.
- Le jaune doré, couleur des moissons mûres, symbolise l'agriculture; il représente spécialement le Saguenay colonisé, dont le trait fondamental est sa vie agricole.
- Le gris argent est là pour signifier l'industrie et le commerce, complément essentiel de la vie économique et de la physionomie du Saguenay actuel.
- Le rouge vif, symbole traditionnel de la foi, de l'ardeur et du sacrifice, joint les couleurs entre elles. Il exprime notre population, active et méritante, avec les forces spirituelles qui l'animent: la double source des énergies vivantes qui ont réalisé la grande œuvre de notre Saguenay[1],[4].

## Blasonnement
La description héraldique du drapeau est : « Coupé de sinople et d'or à la croix d'argent bordée de gueules brochant sur le tout ».

## Utilisation

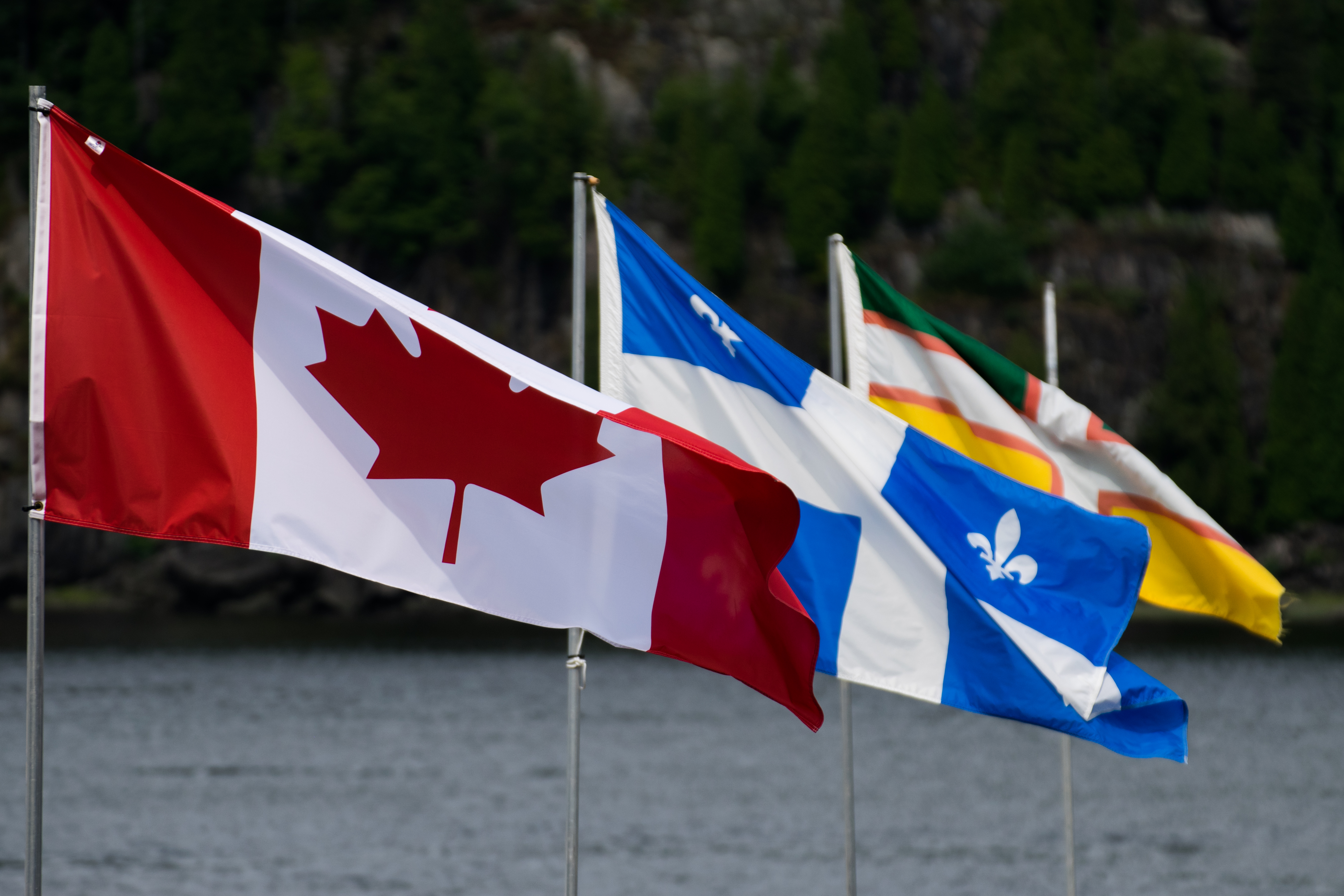
Le drapeau du Saguenay–Lac-Saint-Jean flottant aux côtés du drapeau du Québec et du drapeau du Canada à Saguenay

### Popularisation
Le drapeau du Saguenay-Lac-Saint-Jean flotte sur plusieurs institutions et commerces du Saguenay-Lac-Saint-Jean. Depuis 2010, un effort concerté de la Conférence régionale des élus et de la Société historique du Saguenay a permis de développer un projet de commercialisation qui vise à le rendre plus disponible à la population et à promouvoir son image. Depuis, le drapeau du Saguenay–Lac-Saint-Jean possède son propre site Internet  ainsi qu'une page Facebook .

### En héraldique

Blason de Chambord
Blason de Saint-Prime